# Gunong Pulo (Kluet Utara)
Gunong Pulo is een bestuurslaag in het regentschap Aceh Selatan van de provincie Atjeh, Indonesië. Gunong Pulo telt 633 inwoners (volkstelling 2010).